# Amt Oberursel
Das Amt Oberursel war 1803 bis 1810 ein Amt in Nassau-Usingen und im Herzogtum Nassau.

## Geschichte
Am Ende des HRR waren die kurmainzischen Besitzungen im Vordertaunus im Oberamt Höchst-Königstein zusammengefasst. Darunter bestand die Amtsvogtei Königstein, Amtsvogtei Eppstein, die Stadt- und Amtsvogtei Höchst, und die Stadt- und Amtsvogtei Oberursel. Mit dem Reichsdeputationshauptschluss wurde Kurmainz 1803 aufgelöst und das neugeschaffene Amt Königstein fiel an Nassau-Usingen. Die Stadt- und Amtsvogtei Oberursel wurden in das Amt Oberursel überführt. Es bestand 1803 aus Oberursel, Bommersheim, Stierstadt, Weißkirchen, Kalbach, Harheim und Kirdorf. 1804 erfolgte ein Gebietstausch und Kirdorf ging an die Landgrafschaft Hessen-Homburg.
Mit herzoglichem Edikt vom 16. Juli 1810 wurden Schwalbach, Mammolshain, Schönberg, Oberhöchstadt per 1. Januar 1811 aus dem Amt Königstein an das Amt Oberursel übertragen. Fünf Jahre später wurde mit Edikt vom 12. Mai 1815 per 1. Juli 1815 das Amt Oberursel aufgelöst und dem Amt Königstein angegliedert. Es bestand zu der Zeit aus den Orten  Oberursel, Stierstadt, Bommersheim, Weißkirchen, Kalbach, Harheim, Kronberg, Niederhöchstadt, Eschborn, Falkenstein, Sulzbach, Soden und Heddernheim.